# Euceramia
Euceramia es un género de hongos en la familia Chaetothyriaceae.